# Al Jazeera English
Аль-Джази́ра (араб. الجزيرة‎ — «остров») — международная телекомпания со штаб-квартирами в Дохе, Лондоне, Куала-Лумпуре и Вашингтоне. Ведёт круглосуточный эфир на английском языке, в том числе, в Интернете. Имеет собственный портал на YouTube, где размещает свои видеоматериалы.
На канале идут новости (от новостей спорта до связанных с политикой) и документальные фильмы. Первый англоязычный новостной канал, главная штаб-квартира которого расположена на Ближнем Востоке.
Цель канала — «рассказать то, что никому не рассказано, способствовать мирной дискуссии между западом и востоком, а также противоречить сложившимся представлениям о Ближнем Востоке».